# Waalse verkiezingen 2004/Kandidatenlijsten/Ecolo
Dit zijn de kandidatenlijsten van Ecolo voor de Waalse verkiezingen van 2004. De verkozenen staan vetgedrukt.

## Aarlen-Marche-en-Famenne-Bastenaken

### Effectieven
1. Paul de Favereau
2. Elise Joachim
3. Gérard Schmidt

### Opvolgers
1. Brigitte Pêtre
2. Frédéric Mois
3. François Rion
4. Michèle Vanderstraeten

## Bergen

### Effectieven
1. Jacques Rétif
2. Huguette Brohée
3. Christophe Dubois
4. Patricia Lan
5. Guy Leloux
6. Annie Dubois

### Opvolgers
1. Chantal Beugoms
2. Salvatore Miraglia
3. Eva Dennin
4. Philippe Dubreucq
5. Lise Dubois
6. Bob Kabamba

## Charleroi

### Effectieven
1. Xavier Desgain
2. Catherine Lemaitre
3. Luc Parmentier
4. Marion Hainaut
5. Philippe Vergauwen
6. Saïda Okba
7. Philippe Gustot
8. Anne Simonis
9. Monique Vlaminck

### Opvolgers
1. Luc Bogaert
2. Renée Cosse
3. Jonathan Lorriaux
4. Stéphanie Dortant
5. Philippe Cornet
6. Jacqueline Lefin
7. Pascal Germy
8. Marie-Rose Leonard
9. Jean-Marc Nollet

## Dinant-Philippeville

### Effectieven
1. Thierry Laureys
2. Catherine Vande Walle-Fossion
3. René Soroge
4. Martine Dardenne

### Opvolgers
1. Patrick Dupriez
2. Marie-Pierre Seron
3. Marc Terwagne
4. Nicole Willem

## Doornik-Aat-Moeskroen

### Effectieven
1. Luc Tiberghien
2. Véronique Vanden Bossche
3. Marc L'Hoost
4. Anne-Marie Trifin
5. Philippe Mouton
6. Marie-Christine Lefèbvre
7. Michel Guilbert

### Opvolgers
1. Jacky Legrain
2. Françoise Guilmin-Bonnet
3. Xavier Adam
4. Dominique Migeot
5. Didier Verdoncq
6. Dominique Ghys
7. Sylvia Vannesche

## Hoei-Borgworm

### Effectieven
1. Jean-Michel Javaux
2. Lydia Blaise
3. Laurent Collet
4. Brigitte Simal

### Opvolgers
1. Chantal Sivitsky
2. Franck Theunynck
3. Marie-Octavie Meureau
4. Christian Noiret

## Luik

### Effectieven
1. Bernard Wesphael
2. Nicole Maréchal
3. Alain Pieters
4. Yamina Meziani
5. Michel Jehaes
6. Véronique Willemart
7. Jean Thiel
8. Veronica Cremasco
9. Alain Vranken
10. Anne Meunier-Balthasart
11. Philippe Henry
12. Muriel Gerkens
13. José Daras

### Opvolgers
1. Thierry Detienne
2. Madeleine Mairlot
3. Stéphane Hazée
4. Bénédicte Heindrichs
5. Filippo Zito
6. Jasmine Beckers
7. Etienne Vendy
8. Danielle Van Espen
9. Siaka Konate
10. Anne-Catherine Martin
11. Bruno Gazzotti
12. Brigitte Ernst de la Graete
13. Jacky Morael

## Namen

### Effectieven
1. Gérard Lambert
2. Cécile Barbeaux-Deflorenne
3. Pierre Hardy
4. Claire Parmentier
5. Chantal Marchand-Van Elst
6. Paul Lannoye

### Opvolgers
1. Marie-Rose Cavalier-Bohon
2. Daniel Comblin
3. Brigitte Maroy-Brusselmans
4. Hugues Doumont
5. Marie Warnier
6. Arnaud Gavroy

## Neufchâteau-Virton

### Effectieven
1. Cécile Thibaut
2. Olivier Jadoul

### Opvolgers
1. Mathilde Collin
2. Jean-Pierre Graisse
3. Anne Jadoul-Berg
4. Raymond Godfrin

## Nijvel

### Effectieven
1. Marcel Cheron
2. Frédérique Maerlan
3. Daniel Burnotte
4. Hélène Ryckmans
5. Erik Todts
6. Agnès Namurois
7. Xavier Deutsch
8. Alexandrine Duez

### Opvolgers
1. Alain Trussart
2. Lise Heymans-Jamar
3. Thierry Meunier
4. Thérèse Snoy
5. Arnaud Demez
6. Natascha Rahir
7. Nadia Lepage-Salpétier
8. Jean-Luc Roland

## Thuin

### Effectieven
1. José Montero Redondo
2. Marie-Thérèse Ghoos
3. Jean-Louis Meunier

### Opvolgers
1. André-Marie Wullaert
2. Marie-Paule Timmermans-Labrique
3. Patrick Declerck
4. Waudru Vandecauter

## Verviers

### Effectieven
1. Monika Dethier-Neumann
2. Ahmed Kabbouri
3. Sophie Defrance
4. Matthieu Daele
5. Gaby Frauenkorn-Schröder
6. Dany Smeets

### Opvolgers
1. Yves Reinkin
2. Fabienne Engels
3. Philippe Kriescher
4. Geneviève Cabodi
5. Flavia Barosco
6. Hans Niessen

## Zinnik

### Effectieven
1. Marie-Claire Hannecart
2. Yves Englebin
3. Samia Mahgoub
4. Jean-François Vansnick

### Opvolgers
1. Nino Manzini
2. Ingrid Roucloux
3. Guy Domange
4. Angela Intini